# Facultad de Odontología (Universidad de Antioquia)
La Facultad de Odontología es una unidad académica de la Universidad de Antioquia -UdeA-, fundada en 1932, se encuentra ubicada en el Área de la Salud en la ciudad de Medellín, Colombia. Se dedica al estudio, producción y aplicación del conocimiento de la odontología para la formación integral de profesionales. Además, desarrolla programas académicos de formación en pregrado y posgrado, promueve actividades de investigación, docencia y extensión. 

## Gobierno
La Facultad está administrada por un decano, quien representa al rector en la Facultad y es designado por el Consejo Superior Universitario para períodos de tres años. Existe un Consejo decisorio en lo académico y asesor en los demás asuntos. Está integrado así: el Decano, quien preside, El Vicedecano, quien actúa como secretario con voz y sin voto, el Jefe del Centro de Investigación, el Jefe del Departamento de Atención Odontológica Integrada y el Jefe del Departamento de Estudios Básicos Integrados, un odontólogo egresado de la Facultad sin vinculación laboral con la Universidad, elegido para un período de dos años, un profesor elegido por los profesores de la Facultad en votación universal, directa y secreta para un período de un año y un estudiante elegido por los estudiantes de la misma en votación universal, directa y secreta para un período de un año. El elegido puede cumplir los requisitos del representante estudiantil ante el Consejo Superior

## Programas
Pregrado
- Odontología

Posgrado
Especializaciones:
- Ortopedia Maxilar
- Ortodoncia
- Periodoncia
- Rehabilitación Oral
- Cirugía Oral y Maxilofacial
- Endodoncia

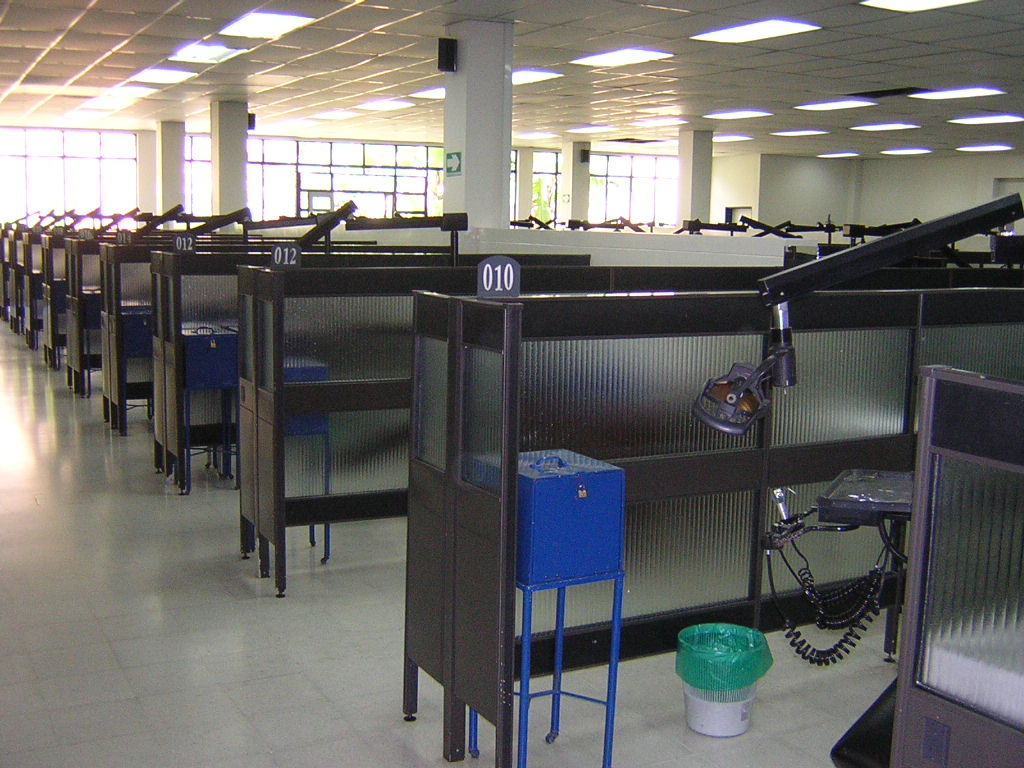
Áreas de práctica de los estudiantes de la Facultad.

- Maestría en ciencias odontológicas
- Doctorado en ciencias odontológicas